# NGC 5828
NGC 5828, auch NGC 5828B genannt, ist eine 13,6 mag helle Spiralgalaxie vom Hubble-Typ Sc im Sternbild Bärenhüter und etwa 188 Millionen Lichtjahre von der Milchstraße entfernt. 
Sie bildet zusammen mit dem Nicht-NGC-Objekt PGC 53619 (auch NGC 5828A) eine optische Doppelgalaxie und wurde am 24. Juni 1887 von Lewis A. Swift entdeckt.